# Marienvesper
Marienvesper ist eine Bezeichnung für die liturgische Feier des abendlichen Stundengebets, der Vesper, an  Marienfesten. 
Von den Hymnen und Psalmen der Marienvesper ausgehend, haben unter anderem folgende Komponisten der geistlichen Musik ein  ebenfalls Marienvesper (italienisch Vespro della Beata Vergine) genanntes Werk geschaffen. 
- Adrian Willaert (zusammen mit anderen; ca. 1559)
- Orlando di Lasso (1532–1594)
- Claudio Monteverdi (1610), siehe Marienvesper (Monteverdi)
- Chiara Margarita Cozzolani (1650)
- Johann Rosenmüller (um 1670–80)
- Heinrich Ignaz Franz Biber (1693)

Ein Beispiel für eine zeitgenössische Marienvesper ist die Marienvesper für Frauenchor, Gemeinde und Orgel, die Wolfram Menschick anlässlich des Besuches von Papst Benedikt XVI. 2006 in Altötting komponiert hat.